# Incubadora neonatal

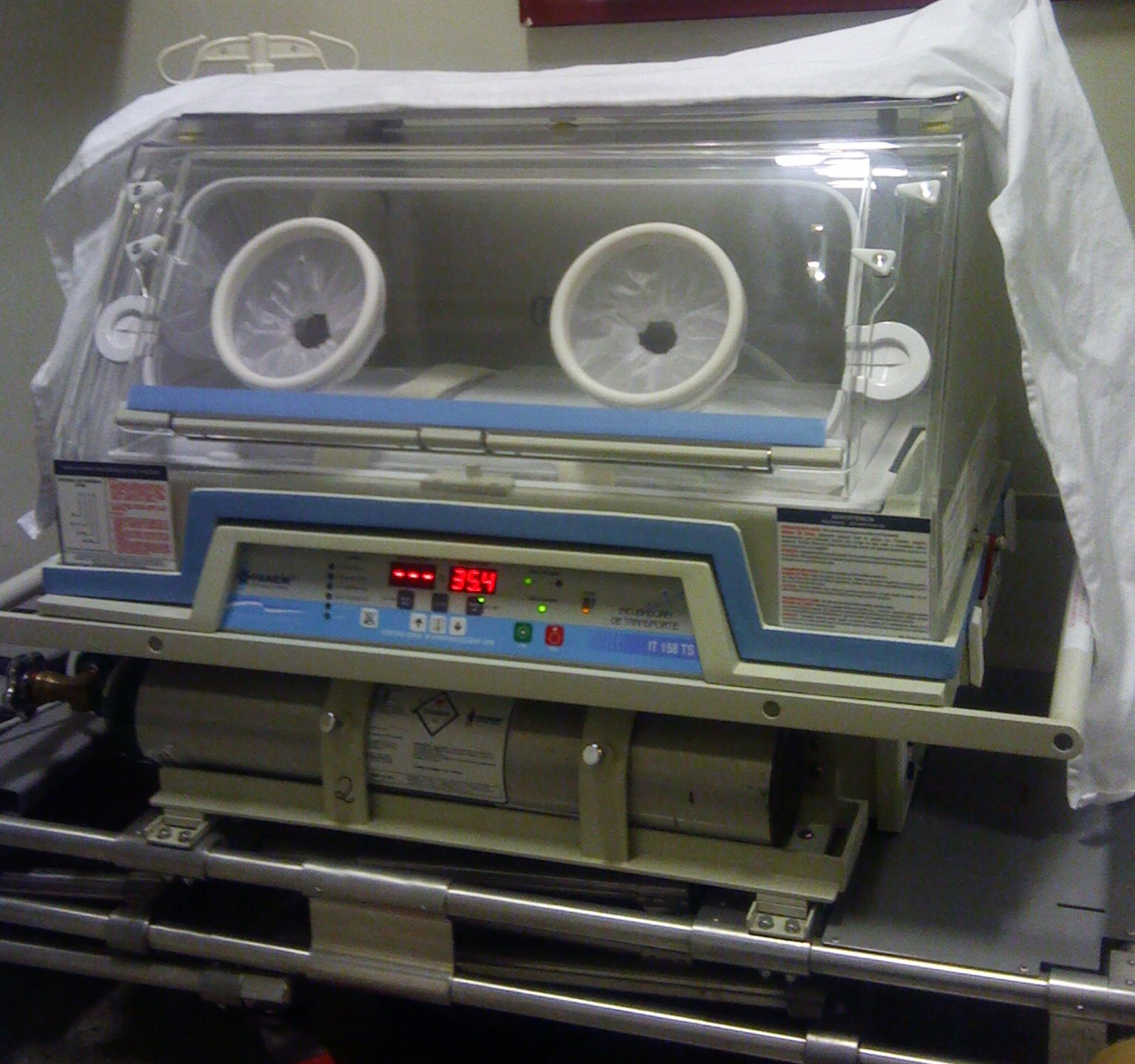
Uma incubadora móvel

Incubadora neonatal é um equipamento que proporciona a um recém-nascido um ambiente termoneutro, controlado pelos fatores fluxo de ar interior, umidade e temperatura.Geralmente é utilizada em prematuros.

## Histórico
No ano de 1878, Stephane Etienne Tarnier,  um obstetra e professor de Paris pediu a um funcionário de um zoológico que fizesse uma incubadora parecida com uma chocadeira de ovos de galinha. Tarnier apresentou este invento em 1880. Instalada na Maternidade de Paris, fez cair o índice de mortes de bebes de até 2000 g de 66% para 38%.

## Ligação externa
- OLIVEIRA, Isabel Cristina dos Santos. O advento das incubadoras e os cuidados de enfermagem aos prematuros na primeira metade do século XX. Texto contexto - enferm.,  Florianópolis,  v. 13,  n. 3, Sept.  2004 .   Available from <http://www.scielo.br/scielo.php?script=sci_arttext&pid=S0104-07072004000300017&lng=en&nrm=iso>. access on  05  Dec.  2011.  http://dx.doi.org/10.1590/S0104-07072004000300017.